# 法國大百科全書
《法國大百科全書》（法語：La Grande Encyclopédie），全稱《偉大的百科全書－科學、文字及藝術的系統庫存》。全書共分31冊，於法國出版，成書在1886年至1902年間，由H. Lamirault編著。
法國大百科全書的編輯委員會的總秘書是Ferdinand-Camille Dreyfus及安德烈·贝特洛。法國大百科全書中，大部分的條目附上簽署及參考文獻。全書共分31冊，20萬條條目，1萬5千幅插圖及200幅地圖。